# 令谷
令谷（1988年—2012年3月18日），谱名桥，化名王子云，是時任中共中央书记处书记、中共中央办公厅主任令计划的独生子，名字“谷”取自母亲谷丽萍的谷姓。2012年3月18日，令谷在駕駛法拉利跑车时发生车祸身亡。

## 生平
令谷2007年就读于北京大学，化名王子云。王子云在2011年从北京大学国际关系学院国际政治专业毕业，并被推荐免试入学至北京大学教育学院，攻读高等教育学专业的硕士研究生学位。
令谷起初保持了低调，仅对几个人透露了自己的背景。同学透露，他穿名牌服装，居住在私人的居所而不是宿舍，上课常常迟到、早退。。
令谷曾仿照美国耶鲁大学的“骷髅会”，在北京大学建立了一个俱乐部。为了掩人耳目，起名“战略及国际研究委员会”。

## 法拉利事件
2012年3月18日凌晨4时，北京市海淀区保福寺桥东辅道，一条因暴雪天气而变得湿滑的环路上，令计划儿子令谷驾驶的一辆黑色法拉利跑车失控撞道墙壁及护栏后解体，车上一男两女，男子当场死亡，两女重伤送医。
重傷的兩名女子皆為25歲、藏族，其中扎西卓瑪為青海省公安厅副厅长的女兒，畢業於中央民族大学；另一位楊吉為著名活佛之女，畢業於中国政法大学，最後因嚴重燒傷而於7-8月之間去世。
《南華早報》爆料称，与时任中央政治局常委周永康关系密切的中石油高官蒋洁敏将数以千万元计的金钱从中石油集团汇进两名受伤女子的家属银行户口，让其封口。
因在薄熙来被免事件於2天前的3月15日发生，令车祸事件变得扑朔迷离。在原中共重庆市委书记薄熙来被免后的两天时间中，北京安全部队出现异动，也使得军事政变的传言在新浪微博等社区上流传。后来报道证实，是令计划出动了中共中央办公厅警卫局封锁车祸现场。
令计划一度是2012年下半年举行的十八大中获得晋升的热门人选。一位退休的中共高官说，中央领导层决定车祸为重大醜聞，因此令计划不能得到晋升，总书记胡锦涛也无能为力。法国《费加罗报》认为，令计划被任命为的中央统战部部长职务，传统上排名较低，因此这一任命显然不是仕途的晋升，更像是被搁置一旁。

### 媒体报道
相撞发生后没多久，中国大陆媒体《新京报》、《北京晚报》报道了凌晨的法拉利撞车消息，但没有说明死者身份。后来撰写新闻并拍摄新闻照片的消防人员遭到上级训斥，相机和电脑被没收。中宣部下令《北京晚报》不得传播那张照片。警方、消防部门和几家当地医院均拒绝置评。《环球时报》英文版第二天也报道，“几乎所有关于周日导致一名男子死亡，两名女子受伤的车祸连夜遭到删除，引发人们怀疑已死亡的驾车者的身份。”那篇文章也被屏蔽。有关此次撞车事故的标题报道在环球时报英文版仍然可见。撰写报道的记者拒绝置评。
報導說，該撞車事故令中國共產黨感到難堪，中共對於有關黨內高級官員的子女享有特權、過著奢華生活的外界看法很敏感。
2012年6月2日博讯新聞網引述的消息人士称，车上三人被發現全裸。两女是北京中央民族大學的學生，送醫後一死一重傷，但死亡男子的身份敏感，是令計劃的兒子。《蘋果日報》称，他們要求北京警方更改令計劃兒子證件上的名字，並支付两筆每人高達6900萬元台幣「封口費」，要求2女家屬不得對外張揚，否則家人會逐一失蹤，連屍體都找不到。
2012年9月3日《纽约时报》报道，官员向该报记者，普利策奖得主张彦证实，死者是令计划的儿子和两名美女，车祸时三人全為裸体。香港《明報》也报道，根据京城多個消息透露，死亡男子是令计划的儿子。車上兩名年輕女乘客亦一死一重傷。香港《南華早報》说，令计划的儿子被改成姓“贾”。该报披露说令计划儿子的真名为“令古”。英国《每日电讯报》报道，法拉利的型号是458 spider。自由亚洲电台、德国之声、台湾《自由时报》、澳大利亚广播电台等媒体则将名字译为“令谷”，而且在百度上，搜索“令谷”会显示“根据相关法律法规和政策，部分搜索结果未予显示”，“令古”则不会。英国BBC、《每日邮报》，法国法新社、《费加罗报》、《解放报》、《快报》，美国美联社、《商業週刊》，澳洲的《太陽先驅報》（转载法新社）、《墨爾本時代報》，加拿大《全国邮报》，《印度报》，阿拉伯半岛电视台，德国之声，韩国《東亞日報》等媒体都报道了此事。
2012年12月4日《纽约时报》报道，2012年6月，有人用令谷帳號在社交網站發布訊息說：「謝謝，我沒事，別擔心。」事實上，令谷已在3個月前因車禍喪生。令計劃為了掩蓋兒子車禍身亡的醜聞，不惜欺瞞中共高層，甚至省略應有的喪事禮儀，最後因此失勢。

### 信息审查
中華人民共和國政府当时封锁了所有关于此次车祸的信息。救护人员、媒体记者被噤声，令谷（化名王子云）在北京大学的同班同学被告知，去了国外。互联网上一度删除了相关信息，也禁止相关讨论。
2012年3月19日，中共北京市委宣傳部主辦的《新京报》刊登了新闻《法拉利撞墙解体 三人被甩车外》，之前不能访问的新京报官网页面已经可以访问。
中華人民共和國官方对于法拉利撞车事件非常敏感，车祸照片在微博和网站之出现几个小时后，就被删除。即使是关键词“法拉利”也不能在百度和新浪微博上搜索。2012年9月，在百度搜索“法拉利 事件”会显示“搜索结果可能不符合相关法律法规和政策，未予显示。建议尝试其他相关词。”；百度新闻搜索“法拉利跑车撞桥”显示搜到42条结果，但只显示3条。新浪微博也同时屏蔽了法拉利和中央民族大学等多个关键词。
自2014年12月22日晚，在令计划被宣布涉嫌严重违纪之后，这些审查和封锁已经基本被解除，相关关键词也不再是敏感词。《人民日报》旗下报纸《环球时报》的社论中提到“民间普遍把它同令家与北京一起‘法拉利车祸’有关的传闻联系起来”，中国大陆媒体对法拉利事件的报道与讨论走向公开化。